# Gollum

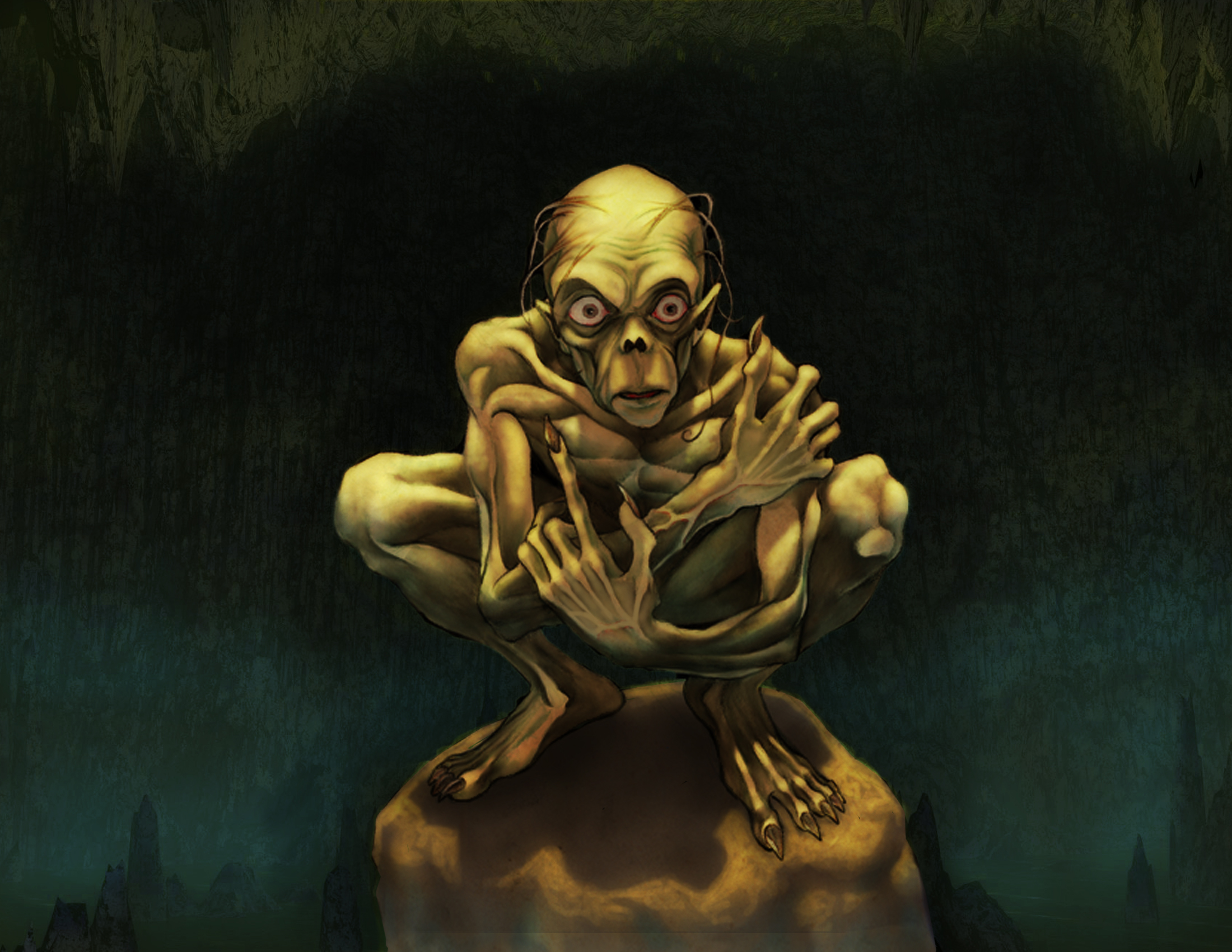
Gollum, fan art Daniela Govara

Gollum, Sméagol – postać literacka, jeden z głównych bohaterów powieści J.R.R. Tolkiena Hobbit oraz Władca Pierścieni oraz ich ekranizacji.

## PrzedHobbitem
Sméagol urodził się w połowie trzeciego tysiąclecia Trzeciej Ery na terenach leżących w środkowym biegu Anduiny. Pochodził z zamożnej rodziny i był bardzo ciekawski. Jego przyjaciel, Déagol, odnalazł na dnie rzeki Jedyny Pierścień, zagubiony od czasu śmierci Isildura na wojnie Ostatniego Sojuszu. Pierścień za pośrednictwem woli odzyskującego siły po zwycięstwie Sojuszu Saurona obudził w Sméagolu zazdrość i hobbit zgodnie z obyczajem swojego plemienia (obecnym także pod koniec Trzeciej Ery) zażądał od przyjaciela klejnotu jako urodzinowego podarunku. Gdy Déagol, uprzednio ofiarowawszy towarzyszowi prezent, odmówił, Sméagol udusił go i starannie ukrył zwłoki, zawładnął Pierścieniem i po niedługim czasie został wykluczony z rodzinnej społeczności, prawdopodobnie za liczne kradzieże, do których używał Jedynego Pierścienia. Szukając schronienia zniknął w Górach Mglistych. Ukrywanie się w jaskiniach w stałej obecności Pierścienia zmieniło go w stwora – Golluma, nienawidzącego światła i żywiącego się rybami i mięsem goblinów.
Pierścień ofiarował Gollumowi życie o długości znacznie wykraczającej poza naturalny wiek hobbitów. Wedle słów Gandalfa cierpienie spowodowane nienaturalną egzystencją wywoływało u Golluma sprzeczne uczucia miłości oraz nienawiści do Pierścienia oraz siebie samego. Niszczycielskie zmiany w osobowości Golluma przejawiały się u niego także w prowadzeniu monologów z użyciem drugiej lub trzeciej osoby.

## Hobbit
W 2941 r. Trzeciej Ery drużyna krasnoludów w towarzystwie Bilba Bagginsa, hobbita z Shire’u, przeprawiała się przez Góry Mgliste. Podczas ucieczki przed zasiedlającymi górskie podziemia goblinami Bilbo rozdzielił się z towarzyszami i natrafił na jaskinię Golluma, gdzie odnalazł na posadzce tunelu zgubiony przez niego Jedyny Pierścień.
Gandalf tłumaczył później, że znalezisko hobbita było jedynie pozornie przypadkowe. Podczas gdy zamierzeniem Saurona było, aby Pierścień opuścił wyniszczonego Golluma, życzeniem innych istot (na przykład Valarów) było, aby Pierścień trafił właśnie do Bilba. Dzięki przytomności umysłu oraz szczęściu Bilbo uszedł z gór z życiem, podczas spotkania z Gollumem hobbit podczas gry w zagadki zdradził jednak swoje nazwisko oraz nazwę rodzinnego kraju, co spowodowało, że w wiele lat później stworowi skutecznie udało się odnaleźć właściciela Pierścienia.

## Władca Pierścieni

### Drużyna Pierścienia
Pozbawiony przypadającej w udziale nosicielowi Pierścienia niewidzialności i rozjątrzony stratą Gollum opuścił Góry Mgliste, szukając Pierścienia trafił do Mordoru i podczas tortur zdradził Sauronowi dwa słowa, którymi kierował się podczas poszukiwań: Shire i Baggins. Wykorzystując tę informację Sauron wyprawił do Shire’u Czarnych Jeźdźców w celu odzyskania zguby. Ucieczka Froda Bagginsa, przybranego syna Bilba oraz kolejnego Powiernika Pierścienia przed Czarnymi Jeźdźcami jest głównym wątkiem pierwszej księgi Władcy Pierścieni.
Podczas Wielkiej Narady w Rivendell jest także mowa o Gollumie. Został on złapany przez Aragorna na Martwych Bagnach po tym, jak Sauron wypuścił go z Mordoru. Zawlekł go do Mrocznej Puszczy i oddał pod opiekę króla Thranduila. Zbiegł on jednak dzięki pomocy orków i powrócił do Morii. W Morii to właśnie rozpoczął śledzenie Drużyny Pierścienia. Gollum pojawia się jednak w opowieści osobiście dopiero w księdze drugiej, gdy Frodo w towarzystwie Sama Gamgee dotarł do granic Mordoru.

### Dwie wieże
Frodo za pomocą władzy Pierścienia zmusił Golluma do złożenia przysięgi wierności jego posiadaczowi. Jej treść okazała się jednak wieloznaczna, co sprawiło, że stwór zaczął pojmować ją opacznie i układać plany zdradzenia towarzyszy, mając nadzieję samemu zagarnąć pierścień.
Podczas wędrówki Sam jawnie okazywał nieufność Gollumowi. Między Gollumem a Frodem wywiązała się nić zrozumienia dzięki ponoszonemu przez nich obu ciężarowi Pierścienia, lecz podczas wybuchu złości Sama dawna dobra część natury Golluma została zagłuszona: Gollum zdradziecko sprowadził hobbitów do jaskini Szeloby. Dwaj hobbici uniknęli niebezpieczeństwa i przedostali się ostatecznie do nieprzyjacielskiego kraju. Od tej pory jednak Gollum jawnie przejawiał wrogość wobec wędrowców.

### Powrót króla
Ostatecznie hobbici nieustannie tropieni przez Golluma dotarli do Orodruiny, lecz Frodo uległ pokusie Pierścienia i przejął go na własność. Gollum stoczył walkę z Frodem i odgryzł palec z Pierścieniem (niejako powtarzając wcześniejszy czyn Isildura, odcinającego Pierścień z ręki Saurona), po czym przejęty radością z odzyskania skarbu spadł w ogień Góry Przeznaczenia.
Razem z nim trafił do Szczelin Zagłady Pierścień, unicestwiając Władcę Ciemności. Uwolniony od ciężaru Frodo postanowił wybaczyć Gollumowi.

## Nawiązania w kulturze
Andy Serkis, odtwórca roli Golluma, jak i sam Gollum pojawili się razem na ceremonii MTV Movie Awards w 2003 roku, na której Gollum zdobył nagrodę w kategorii najlepsze wirtualne wystąpienie. Obsceniczna przemowa Golluma po otrzymaniu nagrody została bardzo dobrze odebrana przez publiczność i rezultacie została ona uhonorowana nagrodą Hugo w kategorii najlepsza prezentacja dramatyczna (krótka forma).